# Colin Munro MacLeod
Colin Munro MacLeod (Port Hastings, Nueva Escocia, Canadá 28 de enero de 1909 - 11 de febrero de 1972) fue un genetista canadiense-estadounidense. Demostró que el ADN es la sustancia básica de la que se componen los genes.

## Descubrimientos
En sus primeros años como investigador científico, MacLeod, junto con Oswald Avery y Maclyn McCarty, demostró que el ADN es el componente activo responsable de la transformación bacteriana y, en retrospectiva, la base física de los genes. En 1941, Avery y MacLeod habían separado un extracto crudo de la cepa bacteriana causante de neumonía S ("suave"). Comprobaron que el extracto de la cepa S podía convertir la más benigna bacteria de la cepa pneumocci del tipo R ('rough') a la forma S, la causante de la enfermedad.
Más tarde, ese mismo año, McCarty se unió el laboratorio de Avery, y en 1942, el grupo comenzó a centrarse en el ADN como el ingrediente difícil de aislar en el extracto de la cepa S que podía transformar el neumococo R en neumococo S. A principios de 1943, Avery, MacLeod y McCarty habían demostrado que el ADN era de hecho el principio de transformación. En febrero de 1944, el trío publicó el primero de una serie de trabajos científicos en el Journal of Experimental Medicine demostrando que el ADN era el principio transformante. 
Experimentos posteriores confirmaron al ADN como portador universal de la información genética. A pesar de la importancia científica de este trabajo, que fue conocido como el experimento de Avery-MacLeod-McCarty; a Avery, MacLeod y McCarty nunca se les otorgó un Premio Nobel por su descubrimiento.